# Rochelle Stevens
Rochelle Stevens (* 8. September 1966 in Memphis) ist eine ehemalige US-amerikanische Leichtathletin, die sich auf den 400-Meter-Lauf spezialisiert hat.
Ihre größten Erfolge erzielte sie als Mitglied der US-amerikanischen 4-mal-400-Meter-Staffel. Mit ihr siegte sie zunächst 1987 bei den Panamerikanischen Spielen in Indianapolis. Bei den Weltmeisterschaften 1991 in Tokio holte sie gemeinsam mit Diane Dixon, Jearl Miles-Clark und Lillie Leatherwood in 3:20,15 min hinter dem Quartett aus der Sowjetunion die Silbermedaille. Eine weitere Silbermedaille folgte bei den Olympischen Spielen 1992 in Barcelona. Mit ihrer Zeit von 3:20,92 min mussten sich Natasha Kaiser-Brown, Gwen Torrence, Jearl Miles-Clark und Rochelle Stevens nur der Staffel des vereinten Teams geschlagen geben.
Verletzungsbedingt verpasste Stevens die Teilnahme an den Weltmeisterschaften 1993 in Stuttgart, wo die US-amerikanische Staffel ohne sie die Goldmedaille gewann. Zwei Jahre später in Göteborg startete sie wieder in der Staffel und konnte den Gewinn des Weltmeistertitels feiern. Mit einer Zeit von 3:22,29 min verwies sie gemeinsam mit Kim Graham, Camara Jones und Jearl Miles-Clark die Staffeln Russlands und Australiens auf die Plätze. Ein Jahr später siegte die US-amerikanische Staffel auch bei den Olympischen Spielen 1996 in Atlanta. In 3:20,91 min setzten sich Rochelle Stevens, Maicel Malone-Wallace, Kim Graham und Jearl Miles-Clark diesmal gegen die Staffeln aus Nigeria und Deutschland durch.
Erwähnenswerte Resultate als Einzelstarterin erzielte Stevens im 400-Meter-Lauf als zweifache US-amerikanische Meisterin (1989, 1992) und Olympiasechste 1992, sowie im 200-Meter-Lauf als zweifache US-Hallenmeisterin (1991, 1993).
Rochelle Stevens ist 1,70 m groß und wog zu ihrer aktiven Zeit 55 kg.

## Bestleistungen
- 200 m: 23,78 s, 21. Mai 1994, São Paulo
- 400 m: 50,06 s, 22. Juni 1992, New Orleans